# برف و شیره

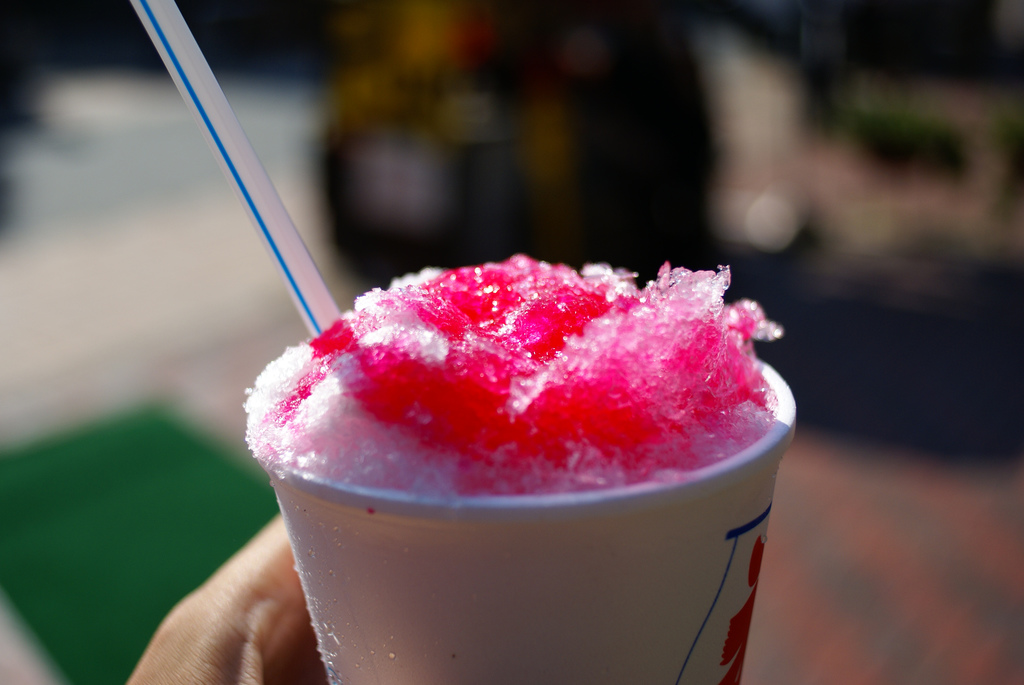
یک لیوان برف و شیره

برف و شیره یا برف قیفی نوعی پی‌خوراک از یخ تراشیده شده یا یخی است که معمولاً در مخروط‌های کاغذی یا فنجان‌های فوم سرو می‌شود. اگر در قیف باشد، معمولاً به آن «برف قیفی» می‌گویند. این دسر از خرده‌های یخ تشکیل شده‌است که روی آن شربتی طعم دار می‌ریزند.

## تاریخچه

### انقلاب صنعتی

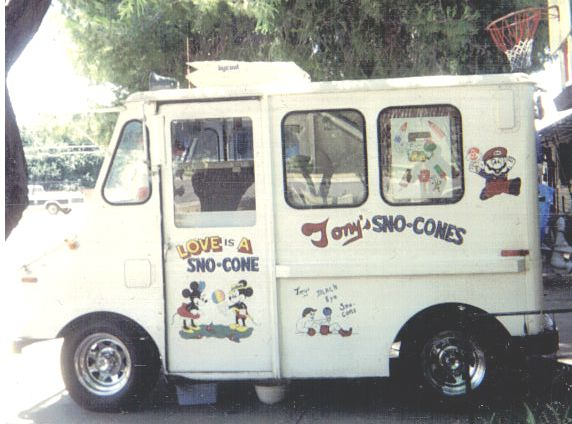
کامیون فروش برف قیفی در آریزونا، با تصویر غیررسمی از میکی ماوس و مینی ماوس که روی در نقاشی شده‌است، و تصویر غیررسمی ماریو در گوشه سمت راست بالا نقاشی شده‌است.

در دهه ۱۸۵۰، انقلاب صنعتی آمریکا یخ را به صورت تجاری در ایالات متحده در دسترس قرار داد. سردخانه‌ها در نیویورک معمولاً به ایالت‌هایی مانند فلوریدا یخ می‌فروختند. برای انتقال یخ به فلوریدا، سردخانه‌ها واگنی با قطعه بزرگی از یخی را به جنوب می‌فرستادند. مسیر فلوریدا درست از بالتیمور می‌گذرد، که بچه‌ها آنجا به سمت واگن می‌دویدند و کمی یخ می‌خواستند. طولی نکشید که مادران با پیش‌بینی اینکه فرزندانشان مقداری یخ بگیرند، شروع به ساختن طعم دهنده کردند. اولین طعمی که زنان درست کردند هنوز طعم محبوب بالتیمور است: کاسترد تخم مرغ. کاستارد تخم مرغ طعمی ساده بود زیرا تنها مواد تشکیل دهنده آن تخم مرغ، وانیل و شکر بود.